# Anna Rüh
Anna Rüh (Greifswald, 17 giugno 1993) è una discobola tedesca.

## Palmarès
| Anno | Manifestazione    | Sede       | Evento           | Risultato | Prestazione | Note |
| ---- | ----------------- | ---------- | ---------------- | --------- | ----------- | ---- |
| 2010 | Mondiali juniores | Moncton    | Lancio del disco | 21ª       | 46,32 m     |      |
| 2011 | Europei juniores  | Tallinn    | Lancio del disco | Argento   | 58,10 m     |      |
| 2011 | Europei juniores  | Tallinn    | Getto del peso   | Bronzo    | 16,01 m     |      |
| 2012 | Europei           | Helsinki   | Lancio del disco | 4ª        | 62,65 m     |      |
| 2012 | Mondiali juniores | Barcellona | Lancio del disco | Oro       | 62,32 m     |      |
| 2012 | Olimpiadi         | Londra     | Lancio del disco | 9ª        | 61,36 m     |      |
| 2013 | Europei under 23  | Tampere    | Lancio del disco | Oro       | 61,45 m     |      |
| 2014 | Europei           | Zurigo     | Lancio del disco | 4ª        | 62,46 m     |      |
| 2015 | Europei under 23  | Tallinn    | Lancio del disco | Argento   | 61,27 m     |      |
| 2017 | Mondiali          | Londra     | Lancio del disco | 14ª (q)   | 60,78 m     |      |

## Altre competizioni internazionali
2014
- 7ª al DN Galan ( Stoccolma), lancio del disco - 60,48 m
- 7ª al Weltklasse Zürich ( Zurigo), lancio del disco - 60,72 m
- 8ª al Zagreb Meeting ( Zagabria), lancio del disco - 55,14 m